# Lazzaro Spallanzani
Lazzaro Spallanzani (Scandiano, Reggio Emilia, 10 de gener de 1729 - Pavia, 12 de febrer de 1799), va ser un biòleg i alhora sacerdot catòlic. Fou nomenat professor de física i matemàtiques a la Universitat de Reggio Emilia el 1757, i de lògica, grec i metafísica, respectivament, a Mòdena, i de ciències naturals a Pavia. Gràcies a les seves investigacions li donaren el nom de "biòleg de biòlegs".

## Obra científica

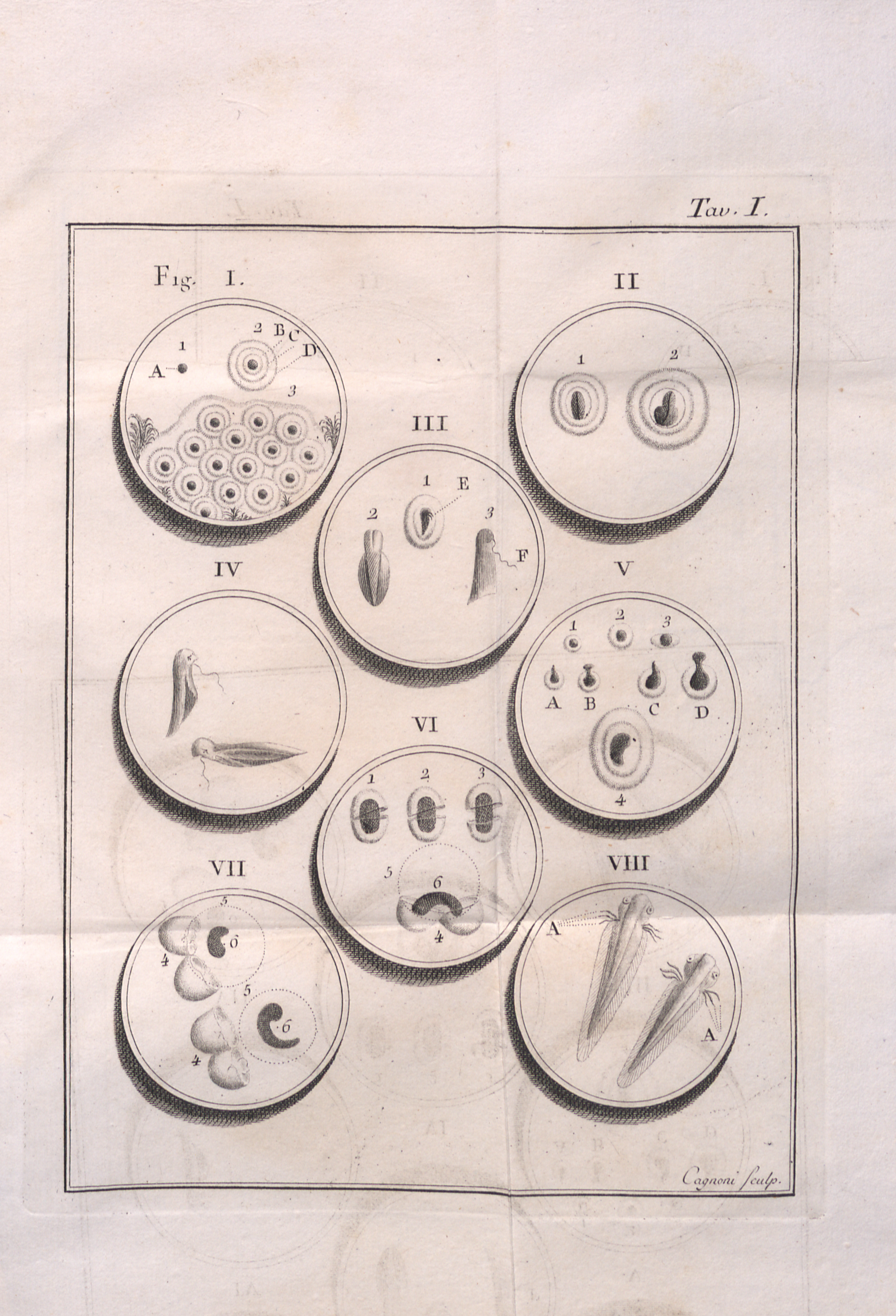
Dissertazioni di fisica animale e vegetabile, 1780

Spallanzani tingué múltiples interessos científics que va investigar al llarg de la seva vida:
- L'origen de la vida
- La representació
- La regeneració
- La respiració
- Altres funcions de l'ésser humà

El va apassionar el problema de la regeneració espontània de parts del cos d'amfibis i de rèptils encara que no va poder arribar a conclusions satisfactòries, sobretot no va poder explicar per què no succeïa el mateix a l'ésser humà i en altres animals. Continuant l'estudi de Redi, Spallanzani va demostrar que no existeix la generació espontània de la vida, obrint camí a Pasteur. L'any 1769, després de rebutjar la teoria de la generació espontània, Spallanzani ―que també era sacerdot― va dissenyar experiments per tal de refutar els experiments realitzats per un altre sacerdot catòlic, l'anglès John Tuberville Needham, que havia escalfat i segellat brou de carn en diversos recipients; atès que s'havien trobat diversos microorganismes en el brou després d'obrir els recipients, Needham creia que això demostrava que la vida sorgeix de la matèria no vivent. Això no obstant, allargant el període d'escalfament i segellant amb més cura els recipients, Spallanzani va poder demostrar que aquells brous no generaven microorganismes mentre els recipients estiguessin segellats.
La disputa entre Needham i Spallanzani va ser llarga i aferrissada, atès que l'anglès afirmava que les coccions de l'italià destruïen l'esperit vital i Spallanzani va demostrar que l'únic que la cocció destruïa eren les espores dels bacteris, no pas un principi de vida d'índole mística.
Es va adonar que la digestió és un procés químic i no mecànic com es creia.
També va treballar en la inseminació artificial i la va demostrar portant-la a la pràctica en un experiment fet amb una parella de gossos: va injectar amb una xeringa espermatozoides a una gossa i aquesta va quedar prenyada. Al mateix temps i gràcies a aquest experiment es va demostrar la importància de l'espermatozoide en el procés de la fecundació.
Spallanzani, biòleg italià, va ser professor d'història natural a Pavia i director del Museu de Minerals d'aquesta ciutat. Considerat un dels fundadors de la biologia experimental, els seus treballs d'investigació es van centrals en els principals fenòmens vitals.
Va realitzar importants estudis sobre la reproducció artificial.
Va demostrar l'acció del suc gàstric en el procés digestiu i l'intercanvi de gasos en la respiració.
Entre les seves obre cal citar Memòria sobre la respiració, Opuscles de la física animal i vegetal i Experiències il·lustratives sobre la generació.
La cerca de la veritat científica de Spallanzani estava vinculada a la cerca de la veritat metafísica, matèria que també va estudiar i ensenyar.

## Llegat de la seva obra
- El mot Spallanzani s'utilitza per indicar Lazzaro Spallanzani com a autoritat en la descripció i la taxonomia en zoologia.
- L'abreviatura Spall. s'utilitza per indicar Lazzaro Spallanzani com a autoritat en la descripció i la classificació científica dels vegetals.